# 红树林蜂鸟
，是雨燕目蜂鸟科的一种鸟类。
红树林蜂鸟体重约4.5克，翼长约54.4毫米，嘴峰长约22.1毫米，喙宽度约2.2毫米，喙厚度约2.2毫米，跗蹠长约5.3毫米，尾长约33.6毫米。红树林蜂鸟在其分布区内为留鸟，其栖息在密集的灌木丛中，食性为草食性，主要食物来源是植物的花蜜。
红树林蜂鸟分布于哥斯达黎加西海岸尼科亚湾至杜尔塞湾。该物种是单型物种，没有亚种分化。